# Nur-ad-Din Muhàmmad

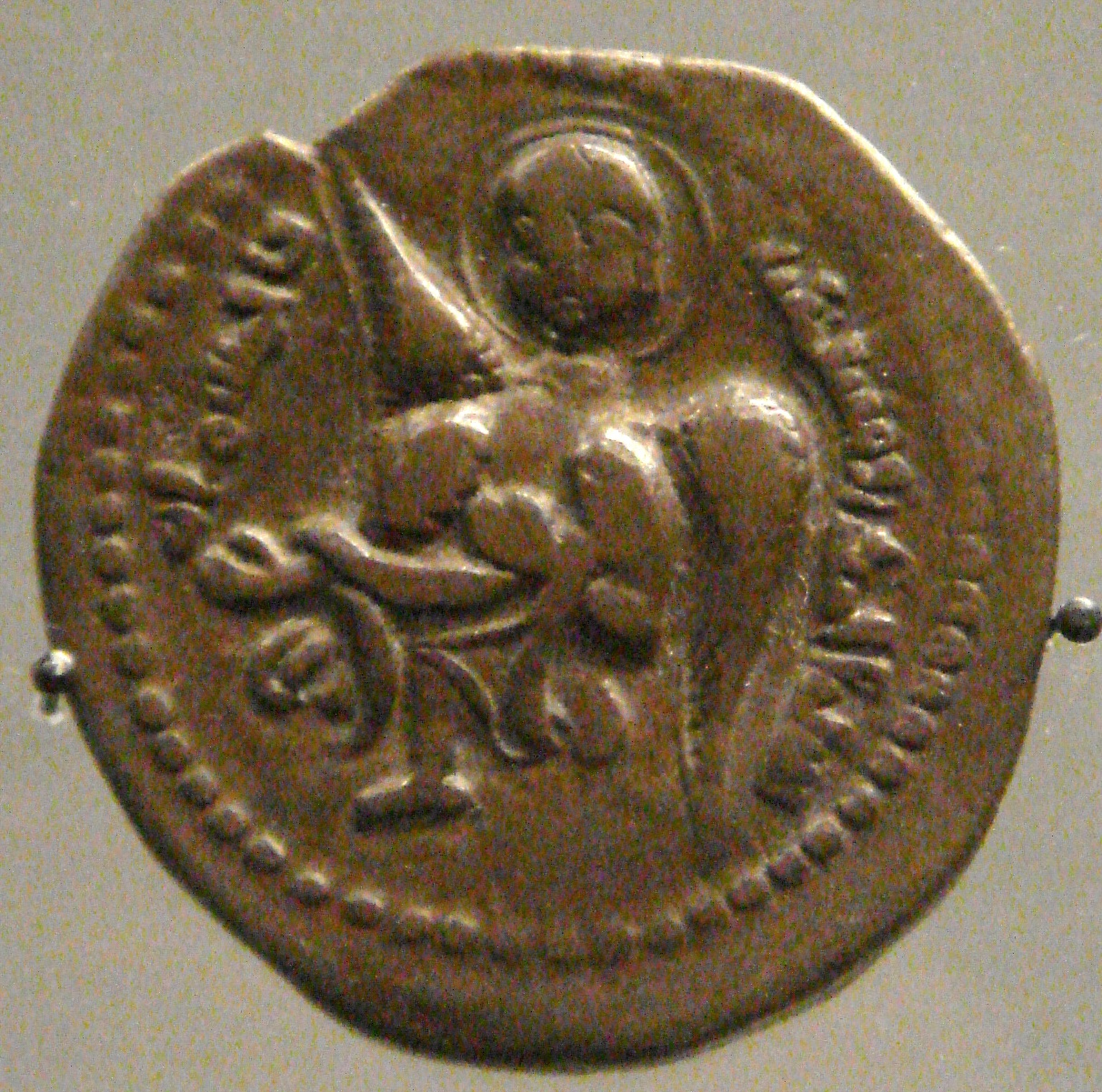

Nur-ad-Din Muhàmmad (1175? - juny de 1185) fou emir ortúquida de Hisn Kayfa i Khartpert i més tard també emir d'Amida. Era fill de Kara Arslan a qui va succeir a Hisn Kayfa i Khartpert a la seva mort el 1174.
Es pot considerar que depenia de Nur-ad-Din Mahmud d'Alep. Junt amb aquest va participar en una campanya contra els seljúcides de Konya o Rum, que amenaçaven als danixmendites de Sivas, protegits de Nur-ad-Din.
Inicialment els ortúquides reconeixien la sobirania nominal de l'atabeg zengita de Mesopotàmia (Mossul), però Nur-ad-Din Muhàmmad aviat es va adonar que era més convenient donar suport a Saladí, que dominava Egipte i s'estava apoderant dels dominis zengites a Síria. Saladí, en premi per la seva lleialtat, va ocupar Amida (1183) i la va cedir en feu a Muhàmmad, que feia molt de temps que la pretenia, i que s'hi va traslladar tot seguit, com a premi pel seu ajut el 1182 en el setge de Mossul. Al final de l'estiu de 1184 va participar en el setge d'al-Karak. Al segon setge de Mossul ja estava molt malalt i no hi va participar en persona, però hi va enviar al seu germà Imad-ad-Din.
A la mort de Nur-ad-Din Muhàmmad, vers el 1184 o 1185, els seus dominis es van repartir entre el seu fill Qutb-ad-Din Sukman, que va governar a Amida i Hisn Kayfa, i el seu germà Imad-ad-Din Abu-Bakr, que va governar a Khartpert. La debilitat dels ortúquides afavoria el reconeixement de l'autoritat superior de Saladí.